# Serie A2 2007-2008 (pallavolo maschile)
La Serie A2 italiana di pallavolo maschile 2007-2008 si è svolta dal 30 settembre 2007 al 1º giugno 2008: al torneo hanno partecipato sedici squadre di club italiane e la vittoria finale è andata per la prima volta alla Callipo Sport.

## Regolamento
Le squadre hanno disputato un girone all'italiana, con gare di andata e ritorno, per un totale di trenta giornate; al termine della regular season:
- La prima classificata è promossa in Serie A1.
- Le classificate dal secondo al ottavo posto hanno acceduto ai play-off promozione, strutturati in quarti di finale, semifinali e finale, tutte giocate al meglio di due vittorie su tre gare: la vincitrice è promossa in Serie A1.
- Le ultime cinque classificate sono retrocesse in Serie B1.

## Le squadre partecipanti
Le squadre partecipanti furono 16: Marmi Lanza Verona e Tonno Callipo Vibo Valentia provenivano dalla Serie A1, mentre Divani&Divani Avellino, Mare&Volley Forlì, Raccorderie Metalliche Mantova erano le tre neopromosse dalla Serie B; la quarta squadra proveniente dalla Serie B, Ostia, aveva ceduto i diritti alla partecipazione alla SP TTTLines Catania.
| Codyeco Santa Croce                                      |
| -------------------------------------------------------- |
| Stagioni in Serie A2: 20                                 |
| Campo di gioco: PalaParenti di Santa Croce sull'Arno, PI |
| 2006-07: 3ª in A2                                        |
| Allenatore: Andrea Burattini, poi Enzo Valdo             |

| Divani&Divani Avellino                                |
| ----------------------------------------------------- |
| Stagioni in Serie A2: 3                               |
| Campo di gioco: Paladelmauro di Avellino              |
| 2006-07: 2ª in B1; vincitrice dei play-off promozione |
| Allenatore: Aniello Mosca, poi Stefano Narducci       |

| Esse-Ti Carilo Loreto                       |
| ------------------------------------------- |
| Stagioni in Serie A2: 12                    |
| Campo di gioco: PalaSerenelli di Loreto, AN |
| 2006-07: 8ª in A2                           |
| Allenatore: Luca Moretti                    |

| Fiorese Bassano del Grappa                                       |
| ---------------------------------------------------------------- |
| Stagioni in Serie A2: 5                                          |
| Campo di gioco: PalaBassano di Bassano del Grappa, VI            |
| 2006-07: 7ª in A2                                                |
| Allenatore: Enzo Valdo, poi Mirko Dalla Fina, poi Gheorghe Crețu |

| Framasil Pineto                                      |
| ---------------------------------------------------- |
| Stagioni in Serie A2: 4                              |
| Campo di gioco: PalaVolley Santa Maria di Pineto, TE |
| 2006-07: 4ª in A2                                    |
| Allenatore: Emanuele Fracascia, poi Antonio Babini   |

| Mare&Volley Forlì                                     |
| ----------------------------------------------------- |
| Stagioni in Serie A2: 13                              |
| Campo di gioco: PalaGalassi di Forlì                  |
| 2006-07: 1ª in B1; vincitrice dei play-off promozione |
| Allenatore: Piero Molducci                            |

| Marmi Lanza Verona                                |
| ------------------------------------------------- |
| Stagioni in Serie A2: 5                           |
| Campo di gioco: PalaOlimpia di Verona             |
| 2006-07: 14ª in A1; retrocessa in A2              |
| Allenatore: Emanuele Zanini, poi Alberto Giuliani |

| Materdomini Volley.it Castellana Grotte            |
| -------------------------------------------------- |
| Stagioni in Serie A2: 6                            |
| Campo di gioco: Pala167 di Castellana Grotte, BA   |
| 2006-07: 6ª in A2                                  |
| Allenatore: Franco Castiglia, poi Pietro Scarduzio |

| Monini Spoleto                          |
| --------------------------------------- |
| Stagioni in Serie A2: 7                 |
| Campo di gioco: PalaRota di Spoleto, PG |
| 2006-07: 12ª in A2                      |
| Allenatore: Fausto Polidori             |

| Olio Pignatelli Isernia                                 |
| ------------------------------------------------------- |
| Stagioni in Serie A2: 4                                 |
| Campo di gioco: PalaFraraccio di Isernia                |
| 2006-07: 9ª in A2                                       |
| Allenatore: Domenico Chiovini, poi Vincenzo Mastrangelo |

| Premier Hotels Crema                     |
| ---------------------------------------- |
| Stagioni in Serie A2: 9                  |
| Campo di gioco: PalaBertoni di Crema, CR |
| 2006-07: 5ª in A2                        |
| Allenatore: Roberto Fant                 |

| Raccorderie Metalliche Mantova                                     |
| ------------------------------------------------------------------ |
| Stagioni in Serie A2: 1                                            |
| Campo di gioco: PalaBAM di Mantova                                 |
| 2006-07: 2ª in B1; vincitrice dei play-off promozione              |
| Allenatore: Lorenzo Tubertini, poi Gian Antonio Guaresi Arrivabene |

| SP TTTLines Catania                                       |
| --------------------------------------------------------- |
| Stagioni in Serie A2: 8                                   |
| Campo di gioco: PalaCatania di Catania                    |
| 2006-07: 2ª in B1; acquisisce il titolo sportivo di Ostia |
| Allenatore: Hugo Conte                                    |

| Stilcasa Taviano                            |
| ------------------------------------------- |
| Stagioni in Serie A2: 5                     |
| Campo di gioco: PalaIngrosso di Taviano, LE |
| 2006-07: 10ª in A2                          |
| Allenatore: Massimo Dagioni                 |

| Tiscali Cagliari                                |
| ----------------------------------------------- |
| Stagioni in Serie A2: 8                         |
| Campo di gioco: PalaRockefeller di Cagliari     |
| 2006-07: 11ª in A2                              |
| Allenatore: Pietro Scarduzio, poi Nicola Cabras |

| Tonno Callipo Vibo Valentia                   |
| --------------------------------------------- |
| Stagioni in Serie A2: 4                       |
| Campo di gioco: PalaValentia di Vibo Valentia |
| 2006-07: 13ª in A1; retrocessa in A2          |
| Allenatore: Ljubomir Travica                  |

## Classifica
| Pos. | Squadra                                 | Pt | G  | V  | P  | SV | SP |
| ---- | --------------------------------------- | -- | -- | -- | -- | -- | -- |
| 1.   | Tonno Callipo Vibo Valentia             | 68 | 30 | 24 | 6  | 77 | 40 |
| 2.   | Marmi Lanza Verona                      | 63 | 30 | 20 | 10 | 71 | 39 |
| 3.   | Esse-Ti Carilo Loreto                   | 54 | 30 | 19 | 11 | 69 | 54 |
| 4.   | Mare&Volley Forlì                       | 54 | 30 | 18 | 12 | 67 | 46 |
| 5.   | SP TTTLines Catania                     | 53 | 30 | 18 | 12 | 68 | 55 |
| 6.   | Stilcasa Taviano                        | 49 | 30 | 16 | 14 | 62 | 58 |
| 7.   | Codyeco Santa Croce                     | 48 | 30 | 17 | 13 | 61 | 58 |
| 8.   | Premier Hotels Crema                    | 48 | 30 | 16 | 14 | 63 | 54 |
| 9.   | Olio Pignatelli Isernia                 | 48 | 30 | 15 | 15 | 57 | 54 |
| 10.  | Fiorese Bassano del Grappa              | 48 | 30 | 14 | 16 | 61 | 57 |
| 11.  | Materdomini Volley.it Castellana Grotte | 44 | 30 | 15 | 15 | 56 | 56 |
| 12.  | Monini Spoleto                          | 44 | 30 | 15 | 15 | 60 | 62 |
| 13.  | Framasil Pineto                         | 28 | 30 | 9  | 21 | 44 | 71 |
| 14.  | Raccorderie Metalliche Mantova          | 26 | 30 | 9  | 21 | 43 | 74 |
| 15.  | Divani&Divani Avellino                  | 26 | 30 | 9  | 21 | 39 | 75 |
| 16.  | Tiscali Cagliari                        | 19 | 30 | 6  | 24 | 35 | 80 |

| Promossa in Serie A1 | Promossa dopo i play-off promozione | Retrocesse in Serie B1 |

## Risultati

### Tabellone
|               | Avellino | Bassano | Cagliari | Castellana | Catania | Crema | Forlì | Isernia | Loreto | Mantova | Pineto | Santa Croce | Spoleto | Taviano | Verona | Vibo Valentia |
| ------------- | -------- | ------- | -------- | ---------- | ------- | ----- | ----- | ------- | ------ | ------- | ------ | ----------- | ------- | ------- | ------ | ------------- |
| Avellino      | XXX      | 1-3     | 3-2      | 0-3        | 3-2     | 3-0   | 0-3   | 0-3     | 2-3    | 3-1     | 3-1    | 3-1         | 2-3     | 3-2     | 1-3    | 0-3           |
| Bassano       | 3-0      | XXX     | 3-0      | 3-0        | 3-0     | 3-1   | 2-3   | 1-3     | 2-3    | 3-1     | 3-1    | 3-1         | 1-3     | 3-1     | 3-0    | 3-2           |
| Cagliari      | 3-1      | 3-2     | XXX      | 0-3        | 2-3     | 3-1   | 0-3   | 1-3     | 3-2    | 3-0     | 1-3    | 1-3         | 1-3     | 1-3     | 1-3    | 0-3           |
| Castellana    | 3-0      | 1-3     | 3-1      | XXX        | 3-2     | 3-1   | 2-3   | 3-1     | 3-1    | 3-0     | 3-0    | 1-3         | 3-2     | 3-0     | 1-3    | 0-3           |
| Catania       | 3-0      | 3-2     | 3-0      | 3-0        | XXX     | 3-2   | 3-1   | 3-0     | 3-0    | 2-3     | 3-0    | 2-3         | 3-2     | 3-1     | 3-1    | 2-3           |
| Crema         | 3-1      | 3-2     | 3-0      | 3-0        | 3-0     | XXX   | 3-2   | 1-3     | 3-0    | 2-3     | 3-2    | 3-1         | 3-0     | 0-3     | 3-0    | 2-3           |
| Forlì         | 3-0      | 3-0     | 3-0      | 3-0        | 2-3     | 3-2   | XXX   | 3-0     | 3-0    | 3-0     | 3-1    | 3-0         | 2-3     | 1-3     | 0-3    | 0-3           |
| Isernia       | 2-3      | 0-3     | 3-0      | 3-0        | 3-0     | 3-0   | 3-1   | XXX     | 2-3    | 0-3     | 3-0    | 2-3         | 3-1     | 1-3     | 1-3    | 2-3           |
| Loreto        | 3-0      | 3-0     | 3-1      | 3-1        | 2-3     | 2-3   | 3-0   | 3-0     | XXX    | 3-0     | 3-2    | 3-2         | 3-2     | 3-0     | 0-3    | 3-1           |
| Mantova       | 3-0      | 3-2     | 2-3      | 1-3        | 2-3     | 1-3   | 0-3   | 0-3     | 3-2    | XXX     | 1-3    | 2-3         | 0-3     | 3-2     | 0-3    | 1-3           |
| Pineto        | 1-3      | 3-0     | 3-0      | 3-1        | 1-3     | 3-1   | 0-3   | 1-3     | 3-2    | 3-0     | XXX    | 3-2         | 0-3     | 2-3     | 1-3    | 0-3           |
| Santa Croce   | 3-0      | 3-1     | 3-0      | 0-3        | 3-2     | 0-3   | 1-3   | 3-1     | 2-3    | 0-3     | 3-1    | XXX         | 3-0     | 3-0     | 3-1    | 3-2           |
| Spoleto       | 3-1      | 3-2     | 3-2      | 2-3        | 1-3     | 3-1   | 3-2   | 0-3     | 1-3    | 1-3     | 3-1    | 1-3         | XXX     | 3-0     | 0-3    | 2-3           |
| Taviano       | 3-2      | 3-1     | 3-2      | 3-1        | 3-0     | 1-3   | 3-1   | 2-3     | 2-3    | 3-1     | 3-1    | 3-0         | 3-0     | XXX     | 3-2    | 2-3           |
| Verona        | 3-0      | 3-0     | 3-0      | 3-2        | 3-1     | 0-3   | 2-3   | 3-0     | 1-3    | 3-1     | 3-0    | 2-3         | 2-3     | 3-0     | XXX    | 3-0           |
| Vibo Valentia | 3-0      | 3-1     | 3-1      | 3-1        | 3-1     | 3-1   | 3-1   | 3-0     | 3-1    | 3-2     | 3-1    | 3-0         | 0-3     | 3-1     | 0-3    | XXX           |

## Play-off promozione

### Tabellone
|  | Quarti di finale | Quarti di finale | Quarti di finale | Quarti di finale | Quarti di finale |  |  | Semifinali | Semifinali | Semifinali | Semifinali | Semifinali |   |   | Finale | Finale | Finale | Finale | Finale |  |
|  |                  |                  |                  |                  |                  |  |  |            |            |            |            |            |   |   |        |        |        |        |        |  |
|  | 2                | Verona           | 3                | 2                | 3                |  |  |            |            |            |            |            |   |   |        |        |        |        |        |  |
|  | 9                | Isernia          | 0                | 3                | 0                |  |  | 2          | Verona     | Verona     | 3          | 3          |   |   |        |        |        |        |        |  |
|  | 6                | Taviano          | Taviano          | 3                | 3                |  |  | 6          | Taviano    | Taviano    | 1          | 2          |   |   |        |        |        |        |        |  |
|  | 5                | Catania          | Catania          | 2                | 0                |  |  |            |            |            |            |            |   |   | 2      | Verona | 3      | 1      | 2      |  |
|  | 4                | Forlì            | Forlì            | 3                | 3                |  |  |            |            | 4          | Forlì      | 1          | 3 | 3 |        |        |        |        |        |  |
|  | 7                | Santa Croce      | Santa Croce      | 0                | 1                |  |  | 4          | Forlì      | 3          | 0          | 3          |   |   |        |        |        |        |        |  |
|  | 8                | Crema            | Crema            | 3                | 3                |  |  | 8          | Crema      | 1          | 3          | 1          |   |   |        |        |        |        |        |  |
|  | 3                | Loreto           | Loreto           | 2                | 1                |  |  |            |            |            |            |            |   |   |        |        |        |        |        |  |